# Anselmo Paiz
El licenciado don Anselmo Paiz (Área de Chalatenango, Finales del siglo XVIII - El Paraíso, 22 de febrero de 1875) era un jurisconsulto y político salvadoreño.

## Biografía
Anselmo Paiz nació en uno de los pueblos que hoy constituyen el departamento de Chalatenango, El Salvador a finales del signo XVII cuando aun estaba el país dentro del Imperio Español.
Su educación primaria hubiera iniciado en su pueblo natal, luego pasó a la ciudad de Guatemala para continuar ahí su preparación primaria, secundaria y profesional. Obtuvo su título de licenciado en derecho civil en la Universidad de San Carlos de Guatemala.
Al regresar al entonces Estado de El Salvador, se desempeñó como consejero de estado entre 1827 y 1830. Fue diputado a la Asamblea Ordinaria del Estado en 1830 y fue presidente de la asamblea en el período de sesiones extraordinarias del 5 de agosto al 28 de octubre. Será electo magistrado del Tribunal Supremo de Justicia del Estado de El Salvador, cargo a que dimitió en enero de 1832 sin éxito; dos años más tarde ascendió a la máxima magistratura del tribunal.
En el 13 de julio de 1840 volvió a ocupar la jefatura del tribunal y fue reelecto entre el 8 de enero de 1841 y 1845. En el 5 de noviembre de 1844, fue designado como delegado negociador para un conflicto entre Honduras y Nicaragua.
Fue electo senador de El Salvador en 1846 y por segunda vez fue presidente de la Asamblea General; esta asamblea se ocupó primariamente en la elección del presidente, cargo que fue puesto en el señor don Eugenio Aguilar.
En 1848, durante la administración del presidente Vasconcelos, la Suprema Corte de Justicia del Estado quiso, en parte, remediar la mala administración de los juzgados subalternos, especialmente en los juzgados remotos en donde "apenas alcanzaba su influencia" por falta de un reglamento oficial para vigilar las operaciones de los jueces. Por tanto, en el 25 de mayo del mismo año, el Tribunal Supremo de Justicia designó comisionados para visitar las cárceles de las cabeceras de distritos; comisionando al licenciado Anselmo Paiz para visitar a Tejutla. En el siguiente año, el gobernador del departamento de Cuscatlán, Santiago Carbonell, informó que en el distrito de Tejutla eran «muy recomendables los servicios del Lic. Sr. D. Anselmo Pais [sic]» como individuo de la Junta de Beneficencia de Tejutla. Según el gobernador, el comercio local pudo aprovechar la comodidad de los caminos que  transitaban en sus viajes a Esquipulas que, antes de los impulsos de Paiz, jamás habían sido compuestos de la manera que estaban por las dificultades que presentaba su composición.
Pasó a ser Juez General de Hacienda; renunció a este cargo en abril de 1857 y su renuncia fue aprobada por el gobierno de Rafael Campo en el 1 de mayo, siendo reemplazado por Francisco Zaldívar. De nuevo fue electo magistrado, hoy de la Suprema Corte de Justicia, en el 8 de febrero de 1855 y luego sustituyó al licenciado don Damián Villacorta como presidente del tribunal de justicia en dos más períodos consecutivos entre marzo de 1858 y febrero de 1860.
Será perseguido durante la administración de Gerardo Barrios. Al caer el presidente Barrios en 1863 fue llamado a colaborar con el nuevo gobernante, doctor Francisco Dueñas. No volvió a ocupar otros cargos públicos, especialmente tras haber opuesto los deseos de Dueñas de fusilar al exmandatario Gerardo Barrios.
Falleció en el pueblo de El Paraíso, departamento de Chalatenango, en el 22 de febrero de 1875.